# Spoprijemanje s stresom
Spoprijemanje s stresom je proces, ki vključuje kognitivne in vedenjske poskuse obvladati, zmanjšati ter vzdržati zunanje in/ali notranje zahteve, ki so nastale kot rezultat stresne situacije. Folkman in Lazarus sta s svojimi kolegi opredelila dva splošna načina pri spoprijemanju s stresom, in sicer spoprijemanje osredotočeno na problem in spoprijemanje osredotočeno na emocionalno stanje..
Na problem osredotočeno spoprijemanje se nanaša na iskanje informacij, spreminjanje vedenja, poskus spremembe okolja, torej aktivno spreminjanje situacije. S tem oseba pripomore k zmanjšanju neugodnih občutkov in rešitvi nastalega konflikta. Nekatera vedenja usmerjena na reševanje problema so :
- Analiziranje problema za boljše razumevanje le-tega.
- Izdelava načrta akcije in sledenje le-temu.
- Razmislek  o tem, kako bi oseba, ki jo posameznik občuduje ravnala v takšni situaciji in jo uporabi za model.
- Razmisliti in v mislih večkrat ponoviti, kaj bo posameznik naredil in povedal (npr. nadrejenemu).
- Oblikovanje več različnih možnih rešitev problema.
- Pogovor z nekom, ki lahko konkretno ukrepa v zvezi s problemom (npr. z nadrejenim).
- Pristopiti do odgovorne osebe in poskusiti spremeniti situacijo.
- Vprašati prijatelja ali koga drugega, ki ga posameznik spoštujemo za nasvet.
- Zavzeti se za rešitev ugodno za nas in vztrajati pri tem.
- Sklepanje kompromisov, da iz situacije posameznik pridobi kakšen pozitiven rezultat.

Na čustva osredotočeno spoprijemanje je vezano na soočanje z občutki in čustvi, ki jih čutimo v konfliktni situaciji, pa tudi na ponovno razlago občutka. Na tem mestu ne gre za aktivno reševanje same situacije. Konkretneje to pomeni:
- Zavračanje pretiranega razmišljanje o konfliktu.
- Poskus pozabe celotne zadeve.
- Imaginacija boljše situacije.
- Se prepustiti usodi (npr. včasih imam pač smolo).
- Nadaljevati, kot da se ni nič zgodilo.
- Poskusiti gledati na svetlo stran situacije (npr. sestanek bo vodil k boljšem delu).
- Situacije ne vzamemo preresno.
- Se spomnimo, koliko hujše bi lahko situacija bila.[3]

Na problem osredotočeno spoprijemanje je način, ki velja za bolj učinkovitega. Na problem osredotočeno spoprijemanje naj bi tudi pomembno uravnavalo odnos med organizacijskim stresom (npr. pomanjkanje virov, časovne omejitve…) in stresom v zasebnem življenju (npr. skrb za finance, bolezen v družini, depresija, nezadovoljstvo, izčrpanost) .
K lažjem spoprijemanju s stresom pripomore sprememba stališča do stresne situacije, torej da oseba v situaciji vidi izziv, ne pa zgolj grožnje, izgube. To bo pripomoglo k doživljanju pozitivnega stresa (evstres) namesto negativnega stresa (distres), posledično pa tudi k uspešnejšem soočanju s problemom .
Na odpornost na stres in uspešnost soočanja z njim pa vpliva tudi osebna čvrstost.
Notranja čvrstost
Pri konstrukt notranje čvrstosti (angl. inner strength) govorimo o skupku osebnostnih lastnosti, ki se navezuje na to, kako posameznik prenaša stresne situacije oziroma kako in na kakšne načine se sooča z obremenilnimi situacijami, ki mu jih prinaša njegov vsakdanjik. Glede na to, da živimo v svetu, kjer smo vedno bolj izpostavljeni različnim stresnim situacijam ter časovnim pritiskom, je ključnega pomena tudi to, da se znamo z njimi soočiti na ustrezen način, ter tako posledično zmanjšamo njihov negativen vpliv na naše duševno zdravje.
Notranja čvrstost je sredstvo človeka, ki vpliva na dobro počutje, ter mu pomaga pri razreševanju težav. Sestavljena naj bi bila iz štirih dimenzij, ki so jih pridobili z meta-teoretično analizo: čvrstost (trdnost), ustvarjalnost, povezanost, fleksibilnost. Notranja čvrstost predstavlja sprejemanje sprememb (tako pozitivnih kot negativnih) kot neizogibne, stanje z obema nogama na tleh ter povezanost z družino, prijatelji, družbo, naravo. Opisuje željo po odgovornosti za lastna dejanja in spoprijemanje s težavami. Biti notranje čvrst pomeni biti kreativen, fleksibilen, verjeti v nadzor nad svojimi dejanji in odločitvami ter iskati smisel v življenju in duhovnost (Lundman idr., 
2010). Notranja čvrstost naj bi bila vir človekovega dobrega počutja in podporna moč za osebno znanje ter rast (Dingley idr., 2000,v: Lundman 
idr., 2011).
Zaradi pomembnosti notranje čvrstosti, ki pomaga ljudem, da se lažje spopadajo s problemi, se je več psihologov osredotočalo na ta koncept – čeprav je bilo več raziskav narejenih na starejših ženskah (Dingley in 
Roux, 2003; Haile idr., 2002). Lundman idr. (2011) so razvili Lestvico notranje čvrstosti ISS (Inner Strength Scale). Lestvica notranje čvrstosti je kratka in nezahtevna za izpeljavo, ter zajema več vidikov notranje čvrstosti moških in žensk različnih starosti – sodeč na raziskavo (Lundman idr., 2011) pa ima tudi dobro veljavnost in zanesljivost. Lahko koristi za klinične namene, kjer je področje raziskav o povezavi notranje čvrstosti z zdravjem, dobrim počutjem ter mentalnim funkcioniranjem še odprto za raziskovanje. Zaradi vpliva notranje čvrstosti na človekovo zadovoljstvo ter kvaliteto življenja je pomembno, da bi bila lestvica dostopna tudi v slovenščini.  